# NGC 5249
NGC 5249 је лентикуларна галаксија у сазвежђу Волар која се налази на NGC листи објеката дубоког неба.
Деклинација објекта је + 15° 58' 20" а ректасцензија 13h 37m 37,5s. Привидна величина (магнитуда) објекта NGC 5249 износи 13,2 а фотографска магнитуда 14,2. NGC 5249 је још познат и под ознакама UGC 8618, MCG 3-35-15, CGCG 102-28, PGC 48134.